# Naser Al Kelaifi
Naser bin Ganim Al Kelaifi (arabsko ناصر بن غانم الخليفي), katarski poslovnež, športni direktor in nekdanji teniški igralec, * 12. november 1973, Doha, Katar.
Je predsednik beIN Media Group in Qatar Sports Investments, predsednik nogometnega kluba Paris Saint-Germain in Katarske teniške zveze ter podpredsednik Azijske teniške zveze za Zahodno Azijo.
Al-Kelaifi je tudi član organizacijskega odbora za klubsko svetovno prvenstvo FIFA in je bil izvoljen za predsednika Evropskega združenja klubov (ECA).
Al-Kelaifija je leta 2015 ESPN počastil kot sedmega najvplivnejšega posameznika na področju svetovnega nogometa. Njegov vpliv se je še okrepil maja 2020, ko ga je revija France Football uvrstila med najvplivnejše osebnosti v tem športu.